# Tschechische Unihockeynationalmannschaft

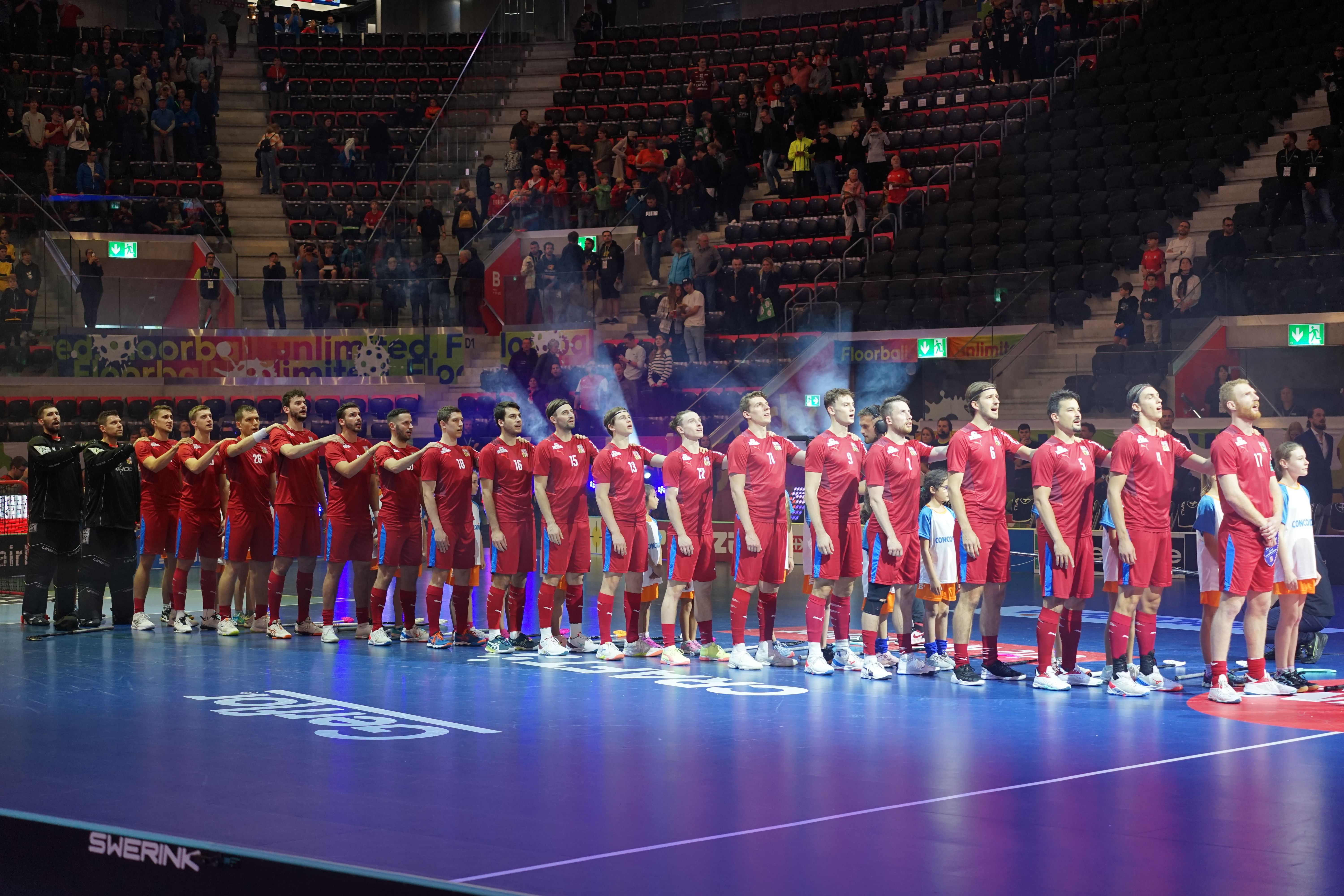
Das Team an der Weltmeisterschaft 2022 in der Schweiz

Die tschechische Unihockeynationalmannschaft präsentiert Tschechien bei Länderspielen und internationalen Turnieren in der Sportart Unihockey (auch bekannt als Floorball).
Die tschechische Nationalmannschaft konnte bislang fünf Medaillen bei Weltmeisterschaften gewinnen. 2004 in der Schweiz erreichte das Team das Finale, unterlag aber dort der Nationalmannschaft Schwedens mit 4:6. Bei der Weltmeisterschaft 2010 besiegte Tschechien im kleinen Finale die Schweiz. Ebenso 2014 und 2021. 2022 konnte man die Schweiz im Halbfinale besiegen und verlor dann im Finale 3:9 gegen die Schweden.
Das erste Länderspiel bestritt die Nationalmannschaft am 18. Februar 1994 in Chur gegen die Schweiz und verlor es mit 2:6.
Derzeitiger Nationaltrainer ist Petri Kettunen.

## Platzierungen

### Weltmeisterschaften
| WM   | Austragungsort(e)                              | Platz    |
| ---- | ---------------------------------------------- | -------- |
| 1996 | Skellefteå, Uppsala, Stockholm                 | 4. Platz |
| 1998 | Brünn, Prag                                    | 6. Platz |
| 2000 | Drammen, Oslo, Sarpsborg                       | 6. Platz |
| 2002 | Helsinki                                       | 4. Platz |
| 2004 | Zürich, Kloten                                 | 2. Platz |
| 2006 | Helsingborg, Malmö, Botkyrka, Solna, Stockholm | 4. Platz |
| 2008 | Ostrava, Prag                                  | 4. Platz |
| 2010 | Helsinki, Vantaa                               | 3. Platz |
| 2012 | Zürich, Bern                                   | 7. Platz |
| 2014 | Göteborg                                       | 3. Platz |
| 2016 | Riga                                           | 4. Platz |
| 2018 | Prag                                           | 4. Platz |
| 2021 | Helsinki                                       | 3. Platz |
| 2022 | Zürich, Winterthur                             | 2. Platz |
| 2024 | Malmö                                          | 3. Platz |
| 2026 | Tampere                                        |          |

### Europameisterschaften
| WM   | Austragungsort(e) | Platz    |
| ---- | ----------------- | -------- |
| 1994 | Helsinki          | 6. Platz |
| 1995 | Schweiz           | 5. Platz |
| 2027 |                   |          |

### World Games
| WM   | Austragungsort(e) | Platz    |
| ---- | ----------------- | -------- |
| 2017 | Breslau           | 4. Platz |
| 2022 | Birmingham        | 3. Platz |
| 2025 | Chengdu           | 3. Platz |

## Trainer
- bis 2016 Radim Cepek
- 2017–… Petri Kettunen